# Víctor Manuel Salazar
Víctor Manuel Salazar Vélez (Salamina, 1869 -1943) fue un militar y político colombiano.
Fue uno de los principales generales conservadores durante la Guerra de los Mil Días (1899 - 1902). Fue alcalde de la ciudad de Medellín entre 1893 y 1896, y posteriormente jefe civil y militar del departamento de Panamá, en los años previos a la separación del istmo del resto de Colombia.

## Biografía
Salazar asumió el cargo en Panamá el 3 de marzo de 1902, luego de la muerte del general Carlos Albán por fuerzas liberales en la bahía de Panamá. Por ello, en junio decidió enviar 2000 hombres al mando del general Luis Morales Berti a Aguadulce, con el fin de ocuparlo, no obstante, las fuerzas liberales comandadas por Benjamín Herrera habían logrado sitiarlos y los conservadores debieron capitular un mes después.
Las victorias de los liberales en Panamá, empero, representaban una excepción en el conflicto, ya que era muy difícil tomar el resto del país y la presencia de Estados Unidos con el objetivo de terminar el conflicto, derivó en la firma del Tratado del Wisconsin en el acorazado USS Wisconsin en la bahía de Panamá, el 21 de noviembre de 1902, siendo el general Salazar uno de los principales firmantes en representación del gobierno. Habiendo lograda la paz, la jefatura del departamento de Panamá por militares en la guerra civil había llegado a su fin y el 3 de enero de 1903 entregó el cargo a Facundo Mutis Durán, devolviendo la gobernación a un civil.
En 1909 asumió brevemente como Comandante del Ejército Nacional de Colombia. Fue cónsul en Liverpool, diputado a la Asamblea de Antioquia (1897-1898), concejal de Bogotá, presidente de la Asamblea de Caldas y miembro de la Asamblea Nacional Constituyente de 1905. Se desempeñó como miembro de la Cámara de Representantes de Colombia entre 1911 y 1932. Durante el gobierno de Jorge Holguín Mallarino fue ministro de Obras Públicas y de Gobierno (1921-1922).
Fue miembro de la Comisión Nacional Electoral durante las Elecciones presidenciales de Colombia de 1918.